# Diggyism
Diggyism（ディギーイズム）は、Diggy-MO'の1stアルバムである。2009年3月25日にSME Recordsから発売された。

## 解説
- SOUL'd OUTのメインMCであるDiggy-MO'のソロ1stアルバム。シングル『爆走夢歌』、『JUVES/VEGA』を含んだ全13曲を収録。
- Diggy-MO'自身が好きなもので構成したアルバムとなっている。メッセージ性に関してはSOUL'd OUTと然程変わらないが、アレンジに関してはSOUL'd OUTとは別物に制作したという。
- アルバムタイトルは、アルバムのタイトルで他の曲の印象が変わるのを恐れ、「Diggyism」というタイトルになった。ちなみに、最初は「Diggy-MO'」というタイトルにしようとしたらしいが、言いにくく、聴く人も訳がわからなくなるという理由から没となった。

## 収録曲
1. 爆走夢歌 [3:58]
作詞・作曲：Diggy-MO'、編曲：JUNKOO、ストリングスアレンジ：JUNKOO・Diggy-MO'・河野伸
1stシングル。
2. UNCHAIN [4:48]
作詞：Diggy-MO'、作曲・編曲：Diggy-MO'・EIGO
1stシングル『爆走夢歌』カップリング。
3. ZAZA [3:38]
作詞：Diggy-MO'、作曲・編曲：Diggy-MO'・JUNKOO
4. JUVES [3:48]
作詞・作曲：Diggy-MO'、編曲：JUNKOO
2ndシングル。シングルでは歌詞が非公開となっている。
  - 日本テレビ系『音楽戦士 MUSIC FIGHTER』2009年1月度POWER PLAY。
5. FIRE WOO FOO FOO feat. LISA [4:50]
作詞：Diggy-MO'・Lisa、作曲：Diggy-MO'・Satoshi Hidaka・Lisa、編曲：Diggy-MO'・Satoshi Hidaka
6. La La FUN [3:25]
作詞：Diggy-MO'、作曲：笹本安詞、編曲：Diggy-MO'・笹本安詞・JUNKOO、ホーンアレンジ：竹上良成
  - 映画『ララピポ』挿入歌。
7. サムライズム [3:34]
作詞：Diggy-MO'、作曲・編曲：Diggy-MO'・JUNKOO
片岡易之がSOUL'd OUTを好きというのをDiggy-MO'が知り、片岡の応援歌として制作された曲[1]。2009 ワールド・ベースボール・クラシックに出場する片岡の応援歌として制作されたため、タイトルも侍ジャパンをイメージしたものとなっている。その後、自身の登場曲としても使われた。
8. CHALLENGER [2:49]
作詞：Diggy-MO'、作曲・編曲：Diggy-MO'・DJ Mass
1stシングル『爆走夢歌』カップリング。
9. Beladon' [3:54]
作詞：Diggy-MO'、作曲・編曲：Diggy-MO'・Mine-Chang・JUNKOO
10. NOSTALJANE [3:53]
作詞：Diggy-MO'、作曲・編曲：Diggy-MO'・EIGO
11. hurtt feat. Ohga [4:28]
作詞：Diggy-MO'・大神：OHGA、作曲：Diggy-MO'・DJ Mass・大神：OHGA、編曲：Diggy-MO'・DJ Mass
12. アニー [3:31]
作詞：Diggy-MO'、作曲・編曲：Diggy-MO'・DJ Mass
13. VEGA [5:18]
作詞・作曲：Diggy-MO'、編曲：JUNKOO、ストリングスアレンジ：JUNKOO・Diggy-MO'・門脇大輔
2ndシングル。